# باراک هایتس، نیو ساوت ولز
باراک هایتس (به انگلیسی: Barrack Heights) یک حومه شهر در استرالیا است که در نیو ساوت ولز واقع شده‌است.